# Лахілі
Лахілі (груз. ლახილი) — село в Грузії.
За даними перепису населення 2014 року в селі проживає 83 особи.